# 布赓语
布赓语、布甘语或布干语是一种最近发现的南亚语系语言。主要在中国云南省广南县南部和西畴县北部的一些村庄由约3,000人使用。布赓语是分析语，词序和助动词在语法中起重要作用。

## 分布

### 李锦芳
据李锦芳于1996年的论文，布赓语人群分布在中国云南省广南县南部和西畴县北部的7个村子。这种语言内部高度统一，不能被划出任何方言。
- 老挖龙；布赓语：pə55 luŋ13
- 新挖龙；布赓语：pə55 tsuŋ13
- 九平（布赓、汉杂居）；布赓语：pə55 tsiaŋ31
- 石北坡 ；布赓语：pə55 ɕe13
- 新寨（布赓、汉杂居）；布赓语：li̠31 laŋ13
- 马龙；布赓语：pə55 ɣu31
- 那拉（布赓、汉杂居）

### 李云兵
据李云兵2005年的数据更新，布赓人共有500余户和2,700余人。
- 那洒镇老挖龙；[7]布赓语：pə31 loŋ55
- 新挖龙；[8]布赓语：pə31 tɕoŋ55
- 小坪寨；布赓语：pə31 tɕaŋ55
- 那腊；[9]布赓语：pə31 pʰja44
- 篆角乡九坪（冲天乡）;[10]布赓语：pə31 tɕa̠ŋ31
- 石碑坡；[11]布赓语：pə55 ɕe24
- 曼龙；[12]布赓语：pu31ɣu31

李云兵以布赓代替了布甘。

## 民族
布赓人的内名是pə55 ka̠n33，周边的汉族因其服饰称呼他们为花族或花倮。其他自称有pu55 qe̠ŋ44 （西畴县马龙）和pə55 qe̠ŋ44 （广南县那拉和新挖龙）。他们是一种分类不明的少数民族，目前被分为彝族。布赓人实行同族通婚。
布赓人在农历四月庆祝其新年。
布赓人的姓包括李、王、郭、罗、严、卢、普。

## 音系
布赓语是SVO声调语言。不同于巴琉语，布赓语有元音松紧的区别。在目前的布赓语相关出版物中，紧音由带下划线的元音表示。布赓语有49个声母（包括各种复辅音）和67个韵母。